# Nathalie zu Sayn-Wittgenstein-Berleburg
Nathalie Xenia Margareta Benedikte Prinzessin zu Sayn-Wittgenstein-Berleburg (Kopenhagen, 2 mei 1975) is een Deense dressuuramazone die uitkwam op de Olympische Zomerspelen van 2008 en 2012.

## Biografie
Nathalie zu Sayn-Wittgenstein-Berleburg is de dochter van prins Richard zu Sayn-Wittgenstein-Berleburg (1934-2017) en prinses Benedikte van Denemarken (1944), de jongere zus van Margrethe II van Denemarken.
Als kind hield ze al van paardrijden, en in 1994 ging ze met de hengst Flyinge rijden, samen met haar trainer Kyra Kyrklund, een voormalig wereldkampioene dressuur. Hiermee behaalde ze met het Deense team de bronzen medaille op het Europees Kampioenschap in 2002. Later ging Klaus Balkenhol haar trainen, de coach van het Duitse dressuurteam. Op de Olympische Zomerspelen 2008 in Peking behaalde ze de bronzen medaille met het Deense dressuurteam. Vier jaar later, op de Olympische Zomerspelen 2012 in Londen, werd het Deense dressuurteam vierde. Individueel werd ze twaalfde op het onderdeel dressuur.

## Huwelijk
Op 4 januari 2010 verloofde prinses Nathalie zich officieel met de Duitse Alexander Johannsmann. Op 27 mei 2010 traden ze in het huwelijk voor de burgerlijke stand. Op 18 juni 2011 huwden ze voor de kerk in het Duitse Berleburg. Op 24 juli 2010 werd hun zoon geboren. Hun dochter werd op 28 januari 2015 geboren. Het stel ging in 2022 uit elkaar.